# Live at Earls Court
Live at Earls Court è un album live del cantante inglese Morrissey.
Pubblicato il 29 marzo del 2005 dalla Sanctuary/Attack Records, il disco raggiunse la posizione numero 18 della Official Albums Chart.

## Realizzazione
Come si legge nelle note di copertina, il disco venne "registrato dal vivo a Earls Court a Londra, il 18 dicembre 2004, di fronte a 17.183 persone", durante il tour di You Are the Quarry.
La decisione di includere in questo live una grande quantità di brani degli Smiths, unite al materiale solista e ad alcune rare b-sides, si rivelò a conti fatti una scelta commercialmente azzeccata, decretando Live at Earls Court come uno degli album di maggior successo della carriera di Morrissey.
Dall'album venne anche estratto un singolo promozionale, Redondo Beach/There Is a Light That Never Goes Out, pubblicato il 28 marzo del 2005, raggiunse la posizione numero 11 nella Official Singles Chart. La foto di copertina dell'album è stata realizzata da Ethan Miller, il 17 aprile 2004 a Las Vegas.

## Tracce
1. How Soon Is Now? – 4:35
2. First of the Gang to Die – 3:48
3. November Spawned a Monster – 5:15
4. Don't Make Fun of Daddy's Voice – 2:57
5. Bigmouth Strikes Again – 3:20
6. I Like You – 4:36
7. Redondo Beach – 4:07
8. Let Me Kiss You – 3:36
9. Subway Train – Munich Air Disaster 1958 (medley) – 3:16
10. There Is a Light That Never Goes Out – 4:50
11. The More You Ignore Me, the Closer I Get – 3:52
12. Friday Mourning – 4:32
13. I Have Forgiven Jesus – 4:06
14. The World Is Full of Crashing Bores – 3:55
15. Shoplifters of the World Unite – 3:21
16. Irish Blood, English Heart – 2:49
17. You Know I Couldn't Last – 7:10
18. Last Night I Dreamt That Somebody Loved Me – 3:57

## Formazione
- Morrissey – voce
- Jesse Tobias - chitarra
- Boz Boorer – chitarra, clarinetto
- Gary Day – basso
- Dean Butterworth– batteria
- Michael Farrell – tastiere, tromba